# 奈良県道209号野口平田線
奈良県道209号野口平田線（ならけんどう209ごう のぐちひらたせん）は、奈良県高市郡明日香村を通る一般県道である。

## 概要
高市郡明日香村大字川原から高市郡明日香村大字平田に至る。
高市郡明日香村北部と近鉄吉野線 飛鳥駅を結ぶアクセス路を担っている。

### 路線データ
- 起点：高市郡明日香村大字川原（亀石前交差点、奈良県道155号多武峯見瀬線交点）
- 終点：高市郡明日香村大字平田（飛鳥駅前交差点、国道169号交点）

## 地理

### 通過する自治体
- 奈良県
  - 高市郡明日香村

### 交差する道路
| 交差する道路              | 交差する場所 | 交差する場所          |
| ------------------------- | ------------ | --------------------- |
| 奈良県道155号多武峯見瀬線 | 大字川原     | 亀石前交差点 / 起点   |
| 奈良県道210号御園平田線   | 大字御園     |                       |
| 国道169号                 | 大字平田     | 飛鳥駅前交差点 / 終点 |

### 沿線
- 奈良県立明日香養護学校
- 亀石
- 明日香村役場
- 飛鳥歴史公園
- 道の駅飛鳥
- 近鉄吉野線 飛鳥駅